# SpongeBob’s Truth or Square (игра)
«SpongeBob’s Truth or Square» — видеоигра, основанная на спецвыпуске мультсериала Губка Боб Квадратные Штаны под названием «Truth or Square», приуроченная к 10-ти летию франшизы. Игра вышла 26 октября 2009 года на Xbox 360, Wii, PlayStation Portable и Nintendo DS.
15 ноября 2021 года игра стала доступна на Xbox One и Xbox Series X/S по обратной совместимости.

## Сюжет
Губка Боб был доверен мистером Крабсом, чтобы охранять секретную формулу крабсбургера. Однако при волнении Губка Боб забывает, куда он положил формулу. С помощью своих друзей Губка Боб должен использовать машину памяти Планктона, чтобы восстановить самые счастливые моменты своей жизни (потому что, по словам Губки Боба, он ничего не может вспомнить, когда ему грустно), чтобы найти формулу крабсбургеров к юбилею «Красти Краба». Однако Губка Боб не знает, что Планктон хочет получить формулу для себя и вставил роботов в память Губки Боба, чтобы извлечь точное местоположение формулы. Однако после взлома контроллера у Планктона нет другого выбора, кроме как войти в воспоминания Губки Боба. Губка Боб путешествует по своим воспоминаниям, сражаясь с роботами и роботами-боссами, похожими на Патрика и Сквидварда. Он путешествует в различных обстановках, например, в начале своей работы в качестве повара, каратэ с Сэнди, своё первое Рождество, первая 24-часовая смена, ловя медуз с Патриком, встреча с Морским Суперменом и Очкариком. Затем он вспоминает, что формула находится в сейфе «Красти Краба». Однако Планктон узнаёт об этом и превращает всё «Помойное ведро» в одного гигантского Планктонного Бота. Уничтожив его, Губка Боб говорит мистеру Крабсу, что формула находится в сейфе, но потом обнаруживает, что она всё это время была у него в заднем кармане. Однако, когда он отдает бумагу мистеру Крабсу, он понимает, что дал ему свой лотерейный билет и что секретная формула всё это время была в заднем кармане Крабса.

## Отзывы
Игра получила смешанные отзывы. Кори Коэн из «Official Xbox Magazine» оценил игру на 4 балла из 10 и счёл её скучной, критикуя при её «утомительные» уровни и «раздражающую» камеру. «Common Sense Media» дала игре оценку в 4 звезды из 5.